# 李萬榮 (唐朝)
李萬榮（？—796年），汴州（開封）節度使。
貞元九年（793年）十二月，宣武都知兵馬使李萬榮發動兵變驅逐劉士寧。德宗即任李萬榮為節度使。貞元十二年（796年）六月，李萬榮死，其子李迺作亂，都虞候鄧惟恭和監軍宦官俱文珍合謀將其逮捕，押送往京師，朝廷以東都留守董晉任宣武軍節度使。

## 家庭
- 祖父：李珪
- 父：李贞，太子洗马
- 子：李丕，虔王府长史
- 子：李向，明经、虞城县尉
- 子：李袞，明经、宿卫禁军、亳州参军事、神策军兵马使
- 子：李迺